# Buxolestes
Buxolestes is een geslacht van uitgestorven zoogdieren behorend tot de Pantolestidae, een groep van otterachtige dieren uit het Paleogeen. Dit geslacht leefde in het Eoceen in West-Europa.

## Fossiele vondsten
Fossielen van Buxolestes zijn gevonden in Grube Messel en het Geiseldal in Duitsland, Frankrijk en Engeland. De vondsten dateren uit het Midden-Eoceen, ongeveer 45 miljoen jaar geleden. In Grube Messel zijn goed bewaard gebleven skeletten gevonden.

## Kenmerken
Er zijn twee soorten bekend uit Messel. B. minor had een lichaamslengte van 36 cm, inclusief een schedel van 7 cm lang, en een staart van 24,5 cm. B. piscator was groter met een kop van 8,5 tot 9,5 cm lang bij een kopromplengte van 43 tot 45,5 cm en staart van 27 tot 36,5 cm lang. Buxolestes had korte, stevig gebouwde voor- en achterpoten en een gespierde staart, maar specifieke aanpassingen voor een aquatische leefwijze ontbraken, waardoor het dier ook op land behendig was. Aan tenen zaten lange, sterke klauwen, die wijzen op aanpassingen voor graven. Fossielen van Buxolestes zijn gevonden met gefossiliseerd materiaal in de buikregio met vissen bij één exemplaar en fruit en zaden bij een ander exemplaar. Het was waarschijnlijk een omnivoor die zowel in het water als op het land naar voedsel zocht. Vermoedelijk had Buxolestes een leefwijze die overeenkwam met die van hedendaagse nertsen. 